# とっておきラジオ
とっておきラジオは2010年4月より原則毎週土曜・日曜の16:05ごろ-16:55（終了時間は番組の尺により異なる場合がある。16:50で終了の場合は16:50-16:55に「音の風景」、またはあおい洋一郎が案内役のミニ音楽番組を放送）に、NHKラジオ第1放送で放送しているアンコール（再放送）番組枠である。なお、土曜日の分は2012年4月から、wktkラヂオ学園の開始とこれに追随する形で「ふるさと自慢うた自慢&ふるさと自慢コンサート」がこれまでの本番組の時間帯に移動されることに伴って、9:05頃-9:55（同様に終了時間は番組の尺による）に変更された。
NHKワールド・ラジオ日本でも同時放送されるが、日曜日は独自編成のニュースと海外安全情報が放送されているため16:15からの途中飛び乗りとなる。なお土曜日の分は2012年4月から短波での同時放送はなく、衛星ラジオ放送でのみとなった。また日曜日は大相撲開催期間中、また高校野球期間中は雨天中止でない限りは土・日とも放送されない。

## 概要
この番組では、主にNHKラジオ第1放送（まれにFM放送の番組も）でこれまでに放送した番組の中から、リスナーの反響が大きかった番組を毎回1本ずつ取り上げ、それをアンコール再放送しようとするものである。特にもう一度放送してほしいという要望の多かったものを聞きたいというリスナー、さらには仕事などの都合で聞き逃したリスナーに、週末の夕暮れ時に心行くまで番組を楽しんでもらおうという趣旨が込められている。
取り上げる番組は、主にゴールデンタイムの枠で放送される渋谷アニメランド（派生番組のエレうた!含む）、こうせつと仲間たち、ラジオ文芸館、渋マガZ、wktkラヂオ学園、ラジオ深夜便のインタビュー（午前1・4時台）が多い。また単発特番（主に祝日）を再編集したものも放送される機会が多い。基本的に進行役はその番組を担当したパーソナリティーやアナウンサーが行い、その番組についての簡単な紹介も行う。
また、2012年度以降は月1回程度で、年1回程度で「次の番組が放送される。
- 原則最終土曜日　「被災地からの声 - 東日本大震災音声アーカイブス」（NHK東日本大震災プロジェクト参加）　震災関連のインタビューや情報番組を再録したものを特集する。案内役・永松隆太朗
- 原則最終日曜日　「とっておきテレビ」　テレビの番組を再構成し、その見所を紹介するものも放送される。案内役・山田敦子
- 毎年10月 - 「ザ・ベストラジオ」 NHK及び民放連（JRN・NRN・火曜会・JFN・JFL・MegaNet）加盟のラジオ局制作で、尚且つ前年度の放送番組関連の賞金レースで受賞したラジオドキュメンタリーを放送する。